# Репрезентација Кинеског Тајпеја у хокеју на леду
Хокејашка репрезентација Кинеског Тајпеја представља Кинески Тајпеј (Тајван) на међународним такмичењима у хокеју на леду и под окриљем је Савеза хокеја на леду Кинеског Тајпеја. Пуноправни је члан ИИХФ од 30. септембра 1983. године.
На такмичењима светских првенстава Кинески Тајпеј је дебитовао тек 2017. у Софији на првенству треће дивизије.

## Историјат
Први званичан меч репрезентација Кинеског Тајпеја одиграла је у Перту (Аустралија) 3. марта 1987. године против селекције Хонгконга, забележивши нерешен резултат од 2:2. Тајван је тај меч одиграо у оквиру такмичења за светско првенство у најслабијој квалитативној групи Д, где су учестовали у незваничном делу такмичења (њихови резултати се званично нису рачунали). на том турниру Тајванци су одиграли још три утакмице и забележили три убедљива пораза (против Аустралије 3:31, Јужне Кореје 0:24 и Новог Зеланда 1:12).
Након тог турнира репрезентација Кинеског Тајпеја није играла званичне утакмице пуних 18 година, све до 2005. када су одиграли три пријатељске утакмице (поражени су од Хонгконга и два пута победили Тајланд). Први наступ на званичним такмичењима остварили су на турниру Азијског челенџ купа 2008. у Хонгконгу где су забележили 4 победе и један пораз и освојили златну медаљу. На истом такмичењу Тајван је учествовао све до 2016. и освојио укупно 6 златних медаља.
На такмичењима светских првенстава Кинески Тајпеј је дебитовао на првенству треће дивизије 2017. у Софији. На истом такмичењу екипа је остварила и прву званичну победу на светским првенствима, 4:0 против селекције УАЕ.

## Резултати на светским првенствима
| Год.  | Место  | Пласман     | Категорија (група) |
| ----- | ------ | ----------- | ------------------ |
| 2017. | Софија | 6/8 (46/48) | Дивизија III          |

## Резултати против осталих репрезентација
Резултати дуела са осталим репрезентацијама (Закључно са крајем марта 2017.)
| Репрезентација    | Ут | Поб | Н | Пор | ГД  | ГП  | ГР  |
| ----------------- | -- | --- | - | --- | --- | --- | --- |
| Аустралија        | 1  | 0   | 0 | 1   | 3   | 31  | -28 |
| Кина              | 1  | 0   | 0 | 1   | 1   | 10  | -9  |
| Хонгконг          | 7  | 4   | 1 | 2   | 24  | 18  | +6  |
| Јапан             | 1  | 0   | 0 | 1   | 0   | 18  | -18 |
| Казахстан         | 1  | 0   | 0 | 1   | 0   | 35  | -35 |
| Кувајт            | 4  | 3   | 0 | 1   | 52  | 14  | +38 |
| Макао             | 3  | 3   | 0 | 0   | 50  | 0   | +50 |
| Малезија          | 3  | 2   | 0 | 1   | 14  | 6   | +8  |
| Монголија         | 5  | 5   | 0 | 0   | 49  | 9   | +40 |
| Нови Зеланд       | 1  | 0   | 0 | 1   | 1   | 12  | -11 |
| Сингапур          | 3  | 3   | 0 | 0   | 27  | 4   | +23 |
| Јужна Кореја      | 2  | 0   | 0 | 2   | 0   | 46  | -46 |
| Тајланд           | 10 | 8   | 0 | 2   | 64  | 31  | +33 |
| УАЕ               | 8  | 6   | 0 | 2   | 29  | 29  | 0   |
| Укупно: 14 ривала | 50 | 34  | 1 | 15  | 314 | 263 | +51 |